# داگ رابینز
داگ رابینز (انگلیسی: Doug Robbins؛ زادهٔ ۶ ژوئیهٔ ۱۹۶۶) بازیکن بیس‌بال اهل ایالات متحده آمریکا بود.